# Palazzo Altemps
Palazzo Altemps är ett palats i Rom, beläget i närheten av Piazza Navona i Rione Ponte. Det uppfördes 1477–1480 på uppdrag av adelsmannen och militären Girolamo Riario. Melozzo da Forlì ritade palatset. 
År 1982 kom palatset i italienska statens ägo och år 1997 invigdes Palazzo Altemps som en del av Museo Nazionale Romano. Bland museets konstskatter återfinns Ludovisitronen, Ludovisisarkofagen samt Galater som dödar sin hustru och sedan begår självmord.
I palatsets kapell, Sant'Aniceto, vördas den helige påven Anicetus reliker.

## Bilder
| - Ludovisitronen. - Ludovisisarkofagen. - Galater som dödar sin hustru och sedan begår självmord. |

### Webbkällor
- ”Palazzo Altemps” (på italienska). info.roma.it. Arkiverad från originalet den 18 februari 2020. http://archive.md/TkXNF. Läst 18 februari 2017.